# Leonard Nitz
Leonard Harvey Nitz (Hamilton, Ohio, 30 de setembre de 1956) va ser un ciclista nord-americà que destacà en proves de pista. Els seus èxits més importants són dues medalles als Jocs Olímpics de 1984 a Los Angeles, i dues més als Campionats del món en pista.

## Palmarès
- 1976
  -  Campió dels Estats Units en Persecució
- 1980
  -  Campió dels Estats Units en Persecució
  -  Campió dels Estats Units en Persecució per equips
- 1981
  -  Campió dels Estats Units en Persecució
  -  Campió dels Estats Units en Persecució per equips
- 1982
  -  Campió dels Estats Units en Persecució
  -  Campió dels Estats Units en Persecució per equips
  -  Campió dels Estats Units en Quilòmetre
- 1983
  -  Campió dels Estats Units en Persecució
  -  Campió dels Estats Units en Persecució per equips
- 1984
  -  Medalla de plata als Jocs Olímpics de Los Angeles en Persecució per equips (amb David Grylls, Patrick McDonough i Steve Hegg)
  -  Medalla d'or als Jocs Olímpics de Los Angeles en Persecució individual
  -  Campió dels Estats Units en Persecució per equips
  -  Campió dels Estats Units en Quilòmetre
- 1986
  -  Campió dels Estats Units en Persecució per equips
- 1987
  - Medalla d'or als Jocs Panamericans en Persecució per equips